# X-Factor (Marvel)
X-Factor is een stripboekserie gepubliceerd door Marvel Comics, met in de hoofdrol het gelijknamige superheldenteam. De eerste strip werd uitgebracht in februari 1986. Het X-Factor team hierin bestond uit de originele vijf X-Men + enkele nieuwe jonge mutanten. In 1991 voegden deze leden zich weer bij de X-Men, en werd een nieuw X-Factor team opgericht. Deze serie liep tot 1998. In 2005 begon een derde X-Factor serie. Het team uit deze serie is echter beter bekend onder de naam X-Factor Investigations.

## X-Factor (1986-1991)

### Oude geschiedenis en formatie van het team
Elk teamlid van het originele X-Factor team maakte zijn debuut in X-Men #1 (1963) als de originele X-Men, tiener mutanten en studenten van de telepaat Professor X. Deze leden waren:
- Cyclops: veldleider van de X-Men en leider van X-Factor. Kan sterke “optische stralen” afvuren uit zijn ogen.
- Jean Grey: Cyclops’ vriendin met telepathische en telekinetische krachten.
- Iceman: een mutant die alles kan bevriezen en zijn lichaam met een beschermende laag ijs kan bedekken.
- Angel: een mutant met vleugels. Tevens miljonair.
- Beast: mutant met een beestachtig uiterlijk, waaronder een blauwe vacht en bovenmenselijke kracht en lenigheid. Tevens een genie.

De oprichting van X-Factor was bedoeld als reünie van de originele X-Men, dat uit elkaars was gegaan sinds de komst van het nieuwe team in 1975. Iceman en Archangel zaten daarna samen bij de Champions, en samen met Beast bij de Defenders. De terugkeer van Cyclops en Jean Grey was moeilijker omdat tussen het uiteenvallen van het oude X-Men team en de start van X-Factor Jean Grey verbonden was met een kosmisch wezen genaamd de Phoenix.

### De originele X-Factor
De originele X-Men weigerden bij het oude team te komen omdat Professor X hun oude vijand Magneto tot leider had benoemd. Ze deden zich daarom een tijdje voor als “normale mensen” die voor geld op mutanten jaagden. Dit team kreeg de naam X-Factor. De mutanten die X-Factor “ving” werden in het geheim getraind om hun krachten onder controle te houden. Enkele van deze mutanten waren:
- Rusty Collins, die vuur kon beheersen
- Boom Boom, die “plasma bommen” kon creëren.
- Rictor, die krachtige schokgolven kon produceren.
- Skids, die een krachtveld kon oproepen.
- Leech, een jonge mutant die andere mutanten machteloos kon maken.
- Artie, een mutant die hologramachtige beelden van zijn gedachten kon projecteren.

Het team deed zich ook weleens voor als en mutantenbende genaamd de "X-Terminators." Uiteindelijk besloten ze dat het hele “mutanten jagen” meer kwaad dan goed deed, zeker om dat hun originele opdrachtgever, Cameron Hodge, een mutantenhatend meesterbrein bleek te zijn.
In X-Factor #6 (1986) werd X-Factors aartsvijand Apocalypse geïntroduceerd. Vanaf X-Factor #10 werd de serie overgenomen door Louise Simonson (schrijver) en Walt Simonson (tekenaar). Ze maakten de serie meer in lijn met de duistere ondertoon uit de andere X-Boeken. Zo werden in X-Factor #10 Angels vleugels dermate verwond door de Marauders dat ze geamputeerd moesten worden. Angel werd hierna door Apocalypse veranderd in een van zijn ruiters.
De laatste grote verhaallijn van het originele X-Factor team verscheen begin 1991. Hierin ontvoerde Apocalypse Nathan Summers omdat hij wist dat hij een bedreiging voor hem was. Hij infecteerde Nathan met een “techno-organisch” virus waar nog geen genezing voor bestond. Nathan werd door een groep van rebellen uit de toekomst meegenomen naar een tijd waarin wel een geneesmiddel was. Hier groeide hij op tot Cable.
Kort hierna werkten X-Factor en de X-Men samen tegen de Shadow King, waarna de originele leden van X-Factor zich weer bij de X-Men aansloten.

## X-Factor (1991-1998)
In plaats van een succesvolle serie te beëindigen, huurde Marvel schrijver Peter David en tekenaar Larry Stroman in om een nieuw X-Factor team te bedenken. Dit nieuwe X-Factor team werkte voor het Pentagon, en werd geïntroduceerd in deel #71. Het team bestond uit:
- Havok, een voormalige X-Men en broer van Cyclops. Kon sterke “plasma stralen” afvuren en was de leider van het nieuwe team.
- Wolfsbane, een voormalig lid van de New Mutants die in een wolfachtig wezen kon veranderen.
- Multiple Man, die zichzelf talloze keren kon dupliceren.
- Strong Guy, een mutant die kinetisch energie kon omvormen tot spiermassa.
- Quicksilver, een voormalig lid van de Avengers met bovenmenselijke snelheid.
- Valerie Cooper, een overheidsagente die zowel bondgenoot als tegenstander was van de X-Men.

Hoewel X-Factor niet zo populair was als de andere X-boeken, werd David wel geprezen voor zijn gebruik van humor, culturele referenties en het uitdiepen van personages die tot dusver achtergrondpersonages waren. David stopte in 1993 met de serie, waarna J.M. DeMatteis het overnam. Hij voegde Forge toe aan het team.
In 1995 leek Mutliple Man om te komen door het Legacy Virus, een ziekte die vooral mutanten trof. Later bleek een van zijn duplicaten gesneuveld te zijn. Strong Guy verliet het team na een hartaanval en Wolfsbane werd overgeplaatst naar Excalibur. Schrijver John Francis Moore introduceerde daarom weer een nieuwe X-Force bestaande uit de nieuwe leider Polaris en de nieuwe rekruten:
- Wild Child, voormalig lid van Alpha Flight, die over versterkte zintuigen en scherpe klauwen + tanden beschikte.
- Shard, een holografisch computerprogramma dat de gedaante van de overleden zus van de X-Man Bishop aannam.
- Mystique, een mutant die van gedaante kon veranderen en voormalig crimineel meesterbrein en spionne.
- Sabretooth, een mutantcrimineel met de kracht tot regeneratie en verschillende beestachtige instincten en fysieke eigenschappen. Werd gevangen door de overheid en gedwongen mee te vechten met X-Factor.

Schrijver Howard Mackie voegde meer politieke en spionage elementen toe aan de serie, een trend die voortkwam uit het feit dat het team voor de overheid werkte. De populariteit bleef echter afnemen en zelfs de toevoeging van Sabretooth en Mystique, twee populaire X-Men vijanden, trok geen nieuwe lezers. In 1997 probeerde Marvel wederom de serie opnieuw leven in te blazen. Een nieuw team bestaande uit Havok, Polaris, Multiple Man, Shard en verschillende andere leden van de X.S.E., Fixx, Archer en Greystone. Dit team ging echter alweer uit elkaar in hetzelfde album waarin ze bij elkaar kwamen. De serie werd daarom weer een tijdje stopgezet.

## X-Factor miniserie (2001)
Een vierdelige miniserie genaamd X-Factor kwam uit in 2001. De serie focuste op de overheids nieuwe team voor toezicht op mutantenrechten. Dit team, bestaande uit mensen, onderzocht criminele acties gepleegd door mutantenhaters. De serie focuste sterk op het “mutanten als etnische minderheid” thema uit de X-Men strips.

## X-Factor (2005 - Heden)
In 2005 begon een nieuwe X-Factor serie. Het team in deze serie staat echter beter bekend onder de naam X-Factor Investigations. X-Factor Investigations is een detective bureau opgericht door Jamie Madrox na de gebeurtenissen uit House of M. Zijn bureau heette oorspronkelijk XXX Investigations, maar die naam vonden vele ongepast.
De originele samenstelling van X-Factor Investigations bestond uit Madrox’ beste vriend Guido Carosella (Strong Guy) en voormalig teamlid Rahne Sinclair (Wolfsbane). Later rekruteerde hij nog enkele leden van de Franse tak van X-Corporation: Siryn, een nu machteloze Rictor, M en Layla Miller.